# Versatile
Versatile je osmatřicáté studiové album severoirského hudebníka Van Morrisona. Vydáno bylo 1. prosince roku 2017, tedy necelé tři měsíce od vydání předchozí desky Roll with the Punches. Kromě šesti autorských písní se na desce nachází řada coververzí, například od George a Iry Gershwinových nebo Cole Portera.

## Seznam skladeb
1. Broken Record (Van Morrison)
2. A Foggy Day (George Gershwin a Ira Gershwin)
3. Let's Get Lost (Frank Loesser a Jimmy McHugh)
4. Bye Bye Blackbird (Ray Henderson a Mort Dixon)
5. Skye Boat Song (tradicionál)
6. Take It Easy Baby (Van Morrison)
7. Makin' Whoopee (Walter Donaldson a Gus Kahn)
8. I Get a Kick Out of You (Cole Porter)
9. I Forgot That Love Existed (Van Morrison)
10. Unchained Melody (Alex North a Hy Zaret)
11. Start All Over Again (Van Morrison)
12. Only A Dream (Van Morrison)
13. Affirmation (Van Morrison)
14. The Party's Over (Betty Comden, Adolph Green a Jule Styne)
15. I Left My Heart in San Francisco (George Cory a Douglass Cross)
16. They Can't Take That Away from Me (George Gershwin a Ira Gershwin)